# ZAKSA 2012-2013
Questa voce raccoglie le informazioni riguardanti lo ZAKSA nelle competizioni ufficiali della stagione 2012-2013.

## Organigramma societario
Area direttiva
- Presidente: Sebastian Świderski

Area tecnica
- Allenatore: Daniel Castellani

## Rosa
| N° | Nome               | Ruolo | Data di nascita   | Nazionalità sportiva |
| -- | ------------------ | ----- | ----------------- | -------------------- |
| 1  | Serhij Kapelus'    | S     | 22 ottobre 1982   | Ucraina              |
| 2  | Łukasz Koziura     | L     | 8 giugno 1992     | Polonia              |
| 3  | Dominik Witczak    | S/O   | 2 gennaio 1983    | Polonia              |
| 4  | Antonin Rouzier    | S/O   | 18 agosto 1986    | Francia              |
| 5  | Paweł Zagumny      | P     | 18 ottobre 1977   | Polonia              |
| 6  | Krzysztof Zapłacki | S     | 8 agosto 1993     | Polonia              |
| 7  | Grzegorz Pilarz    | P     | 12 febbraio 1980  | Polonia              |
| 8  | Jurij Hladyr       | C     | 8 luglio 1984     | Polonia              |
| 9  | Łukasz Wiśniewski  | C     | 3 febbraio 1989   | Polonia              |
| 10 | Maciej Polański    | C     | 18 dicembre 1993  | Polonia              |
| 12 | Luiz Fonteles      | S     | 19 giugno 1984    | Brasile              |
| 13 | Rogério Nogueira   | S     | 30 giugno 1988    | Brasile              |
| 14 | Mateusz Kamiński   | P     | 30 settembre 1992 | Polonia              |
| 15 | Piotr Gacek        | L     | 16 settembre 1978 | Polonia              |
| 16 | Michał Ruciak      | S     | 22 agosto 1983    | Polonia              |
| 17 | Marcin Możdżonek   | C     | 9 febbraio 1985   | Polonia              |